# Leonhard Blasius
Leonhard Blasius (også stavet Lennart, Leinert, mester Lineest) (død 8. december 1644 i Malmø) var en dansk bygmester i kong Christian IV's tjeneste.
Blasius, der sikkert var indvandret fra Nederlandene, arbejdede i Glückstadt i 1630'erne og ansattes 6. juli 1640 som overbygmester i afdøde Hans van Steenwinckel den yngres sted med en årlig løn på 600 daler, "og omendskønt Besoldningen løber højere end den forriges og han intet kan tegne saa vel, saa kan han dog bedre staa Værket for end som den forrige". 17. februar 1642 kaldes Blasius generalbygmester, og som Christian 4.s øverste bygmester tilfalder der ham sikkert en ikke ringe del af æren for de store byggearbejder, der gennemførtes i denne konges sidste år, først og fremmest kirkerne. Han synes således at have ledet opførelsen af Sankt Anna Rotunda og 1641 påbegyndt udvidelsen af Holmens Kirke. Året efter sluttede han kontrakt med 2 kalksnidere om stukkatur- og gipserarbejder på det smukke, endnu eksisterende loft, som skulle gøres i samme art og maner som i slotskirken i Glückstadt. I februar 1643 syner Blasius loftet og erklærer sig tilfreds. Samme år havde han arbejdet ved Reberbanen i København, medens han i Altona anlagde broen og i Glückstadt ombyggede kirken. Også i Trinitatis Kirkes fuldførelse (1643) har Blasius taget del, måske som bygmester i sidste opførelsesperiode. 1644 sendtes han til Malmø for at lede en udbedring af fæstningsværkerne, men samme år 8. december døde han.
Han var gift med Hedvig Gierritz, der overlevede ham, og året efter hans død fik enken tilladelse til at sælge den gård, som han 1642 havde købt på Østergade. Sin formue måtte hun føre ud af landet, da hun agtede sig med sine børn til Holland, hvor hun havde venner.
Selv om Blasius har været anvendt ved flere mindre istandsættelsesarbejder på kongens slotte (1641 besigtiger han Koldinghus og Nygård, 1642 Tranekær, 1644 Nyborg Slot), er hans hovedindsats kirkerne. Dog kan det næppe afgøres med sikkerhed, om Blasius har haft den afgørende Indflydelse på deres stil.

## Værker
- Medvirken ved byggeriet i København af Sankt Anna Rotunda (arbejdet indstillet 1643, kirken nedrevet 1658-63), af Holmens Kirke (1641-43) og Trinitatis Kirke (1643, nævnt sammen med Hans Anemøller)
- Besigtigelse og istandsættelse af Koldinghus, Nygård, Dronningborg Mølle og Grav, Sorø Kloster, Tranekær, Nyborg Slot, bro i Altona (1641-43)
- Besigtigtigelse af og overslag til forhøjelse af kirken i Glückstadt (1643)
- Kontrakt med murermester David Davidsen om fundament til 2 huse på Ulriksholm efter tilstillet model (1644)
- Tegning til kongens kvarter på Reberbanen (1644)
- Ledet udbedring af fæstningsværker i Malmø (1644).